# Onthophagus sellatus
Onthophagus sellatus är en skalbaggsart som beskrevs av Johann Christoph Friedrich Klug 1845. Onthophagus sellatus ingår i släktet Onthophagus och familjen bladhorningar. Inga underarter finns listade i Catalogue of Life.